# Le Malheur des autres
Le Malheur des autres (en russe : Чужая Беда, Chuzhaya Beda) est une nouvelle d’Anton Tchekhov, parue en 1886.

## Historique
Le Malheur des autres est initialement publié dans la revue russe Le Journal de Pétersbourg, numéro 204, du 29 juin 1886, sous le pseudonyme A.Tchekhonte. Aussi traduit en français sous le titre Le Malheur d’autrui.

## Résumé
Les Kovalev se sont levés tôt ce matin. Jeunes mariés, ils vont visiter la propriété du conseiller Mikhaïlov qui sera bientôt mise aux enchères.
La maison est dans un triste état, et les serviteurs ont l’air étonnés de voir des acheteurs potentiels. Mikhaïlov leur fait faire le tour du propriétaire, et les Kovalev, tout en découvrant la maison et ses dépendances, font nombre de commentaires sur ce qu’il faudra détruire et remettre à neuf. Pourtant, quand Véra Kovalev surprend les pleurs d’une femme et d’enfants, elle comprend que la femme de Mikhaïlov est affligée de cette vente. C’est la maison de son enfance lui apprend Mikhaïlov. Cela attriste Véra.
Plus tard, ayant acheté la maison, Véra aura beaucoup de travail pour effacer le malheur des autres.

## Éditions françaises
- Le Malheur d’autrui, traduit par Edouard Parayre, Les Editeurs français réunis, 1958.
- (ru + fr) Anton Tchekhov (trad. Lily Denis), Le Malheur des autres [« Чужая Беда »], Le Malheur des autres, Paris, Gallimard, coll. « Du monde entier »,‎ 10 juin 2004 (1re éd. 2004), 324 p. (ISBN 978-2-07-074642-2)